# Steve Tisch
Steve Tisch (ur. 14 lutego 1949 w Lakewood) – amerykański producent filmowy i telewizyjny, prezes klubu futbolowego New York Giants i aktor.

## Wybrana filmografia
seriale
- 1984: CBS Schoolbreak Special
- 1988: Brudny taniec
- 1992: Freshman Dorm

film
- 1975: The Missing Are Deadly
- 1980: Homeward Bound
- 1986: Rasowy stypendysta
- 1994: Forrest Gump
- 2005: Prognoza na życie
- 2013: Pierre Pierre
- 2014: Sprawiedliwy

aktor
- 1971: Cry Uncle! jako Człowiek biegnący z motelu
- 1996: Najlepszy kumpel Pana Boga jako Sąsiad z psem

## Nagrody i nominacje
Został uhonorowany Oscarem i nagrodą Złotego Lauru, a także otrzymał nominację do nagrody BAFTA. Posiada swoją gwiazdę na Hollywoodzkiej Alei Gwiazd.